# Paramount+
Pour les articles homonymes, voir Paramount (homonymie).
Paramount+, initialement intitulé CBS All Access et lancé le 28 octobre 2014 aux États-Unis, est un service payant de vidéo à la demande américain détenu et exploité par la société américaine Paramount Streaming, filiale de Paramount Global et lancé le 4 mars 2021. Il propose des productions originales, des contenus inédits mais déjà diffusés sur les chaînes du groupe, du sport en direct et des contenus issus des catalogues du groupe Paramount, comme notamment ceux de CBS, MTV, BET, Comedy Central, Paramount, Smithsonian ou The CW.
Depuis 2021, Paramount+ s'étend aux marchés internationaux, dont chronologiquement l'Amérique latine, les pays nordiques depuis le 25 mars 2021 puis l'Australie depuis août 2021,.
Le déploiement en Europe commence en 2022, à la suite de la signature de deux accords avec Comcast portant sur la distribution de Paramount+ via le réseau de télévision cablée Sky propriété du groupe Comcast en Grande-Bretagne, Irlande, Allemagne, Autriche, Suisse alémanique et Italie. Ainsi que sur la création d'une plateforme commune à Paramount+ et Peacock propriété de Comcast, baptisée SkyShowtime, dans 22 pays européens dont l'Espagne, le Portugal, la Pologne, la Serbie et la Slovaquie[réf. nécessaire].
Le service de streaming est lancé en juin 2022 au Royaume-Uni et en Irlande, le 1er décembre 2022 en France et en Suisse romande,, le 8 décembre en Allemagne, Autriche et Suisse alémanique.

## Historique
Initialement lancé sous le nom de CBS All Access le 28 octobre 2014, le service a été rebaptisé Paramount+ le 4 mars 2021, à la suite de la nouvelle fusion de CBS Corporation et Viacom en 2019[réf. nécessaire].

## Identité visuelle

Logo de CBS All Access du 14 octobre 2014 au début 2021.

## Déploiement international

### États-Unis
Le service CBS All Access est lancé le 28 octobre 2014, aux États-Unis. À la suite de la fusion du groupe CBS et de Viacom en 2019, le groupe ViacomCBS rebaptise la plateforme en Paramount+ le 4 avril 2021 comprenant notamment CBS, Paramount, MTV, Nickelodeon, BET, Comedy Central.

### Canada
CBS All Access est lancé initialement au Canada le 23 avril 2018 puis diffusé le 4 avril 2021, sous la dénomination Paramount+. Le catalogue canadien est similaire au catalogue des États-Unis, à l'exception de la franchise Star Trek qui est exclusive au service CraveTV de Bell.

### Amérique latine
Paramount+ est lancé dans 18 pays d'Amérique latine le 4 avril 2021. La plateforme est présente dans les marchés suivants : Argentine, Bolivie, Brésil, Chili, Colombie, Costa Rica, République dominicaine, Équateur, El Salvador, Guatemala, Honduras, Mexique, Nicaragua, Panama, Paraguay, Pérou, Uruguay et Venezuela.

### Australie
Le service est lancé le 4 décembre 2018 sous le nom de 10 All Access, d'après la chaîne Network Ten propriété du groupe CBS. Le 11 août 2021, 10 All Access devient Paramount+.

### Europe
En août 2021, ViacomCBS annonce la signature de deux accords avec son grand rival Comcast pour un déploiement en Europe à partir de 2022 :
- Un accord de distribution commun avec l'opérateur européen Sky, propriété de Comcast, qui prévoit de lancer Paramount+ via le réseau Sky en Grande-Bretagne, en Irlande, en Allemagne, en Italie, en Autriche et en Suisse [8].
- Le lancement dans 22 pays européens d'une plateforme de streaming commune regroupant les contenus de Paramount+ et de Peacock la plateforme de NBCUniversal (Comcast). Baptisée SkyShowtime, cette plateforme sera déployée à l'été 2022 dans 22 marchés (Espagne, Portugal, Pays-Bas, Serbie, Roumanie…)[9]. En Scandinavie, ce service remplacera Paramount+.
- Paramount+ doit sortir en France durant la seconde partie de 2022[10],[11].

La Belgique et la Russie sont les deux principaux marchés du continent européen non concernés par ces accords[réf. nécessaire].

### France
Le 16 février 2022, le groupe Canal+ annonce un accord de distribution exclusif de Paramount+ en France. À son lancement, il doit être inclus à l'offre Canal+ Ciné Séries. Le service est lancé le 1er décembre 2022.

### Suisse
Le 27 novembre 2022, le directeur de Canal+ Suisse annonce que le catalogue de Paramount+ sera disponible pour la Suisse romande le 1er décembre 2022.

## Programmation originales
Note : Les titres indiqués en second sont les titres québécois.

### Séries

#### Dramatiques
- The Good Fight (Une lutte exemplaire) (depuis 2017)
- Strange Angel (2018–2019)
- One Dollar (2018)[15]
- Tell Me a Story / Raconte-moi une histoire (2018–2020)[16]
- Interrogation (2020)
- Mayor of Kingstown (2021)
- The Offer (mini-série, 2022)
- Tulsa King (2022)
- Criminal Minds: Evolution (2022)
- 1923 (2022)
- Lawmen : L'histoire de Bass Reeves (2023)
- Landman (2024)
- MobLand (2025)

#### Action
- Opérations Spéciales : Lioness (2023)

#### Fantastiques et sciences-fiction
- Star Trek: Discovery (depuis 2017)
- Star Trek: Short Treks (2018–2020)
- The Twilight Zone : La Quatrième Dimension (The Twilight Zone) (2019–2020)[17]
- Star Trek: Picard (depuis 2020)[18]
- The Stand (2020–2021)[19]
- Coyote (depuis 2021)
- Star Trek: Strange New Worlds (2022)
- Halo (2022)
- Wolf Pack (2023)

#### Comédies
- No Activity (depuis 2017)[20]
- Why Women Kill (Beautés meurtrières) (depuis 2019)[21]
- Younger (2021, saison 7)
- ICarly (2021)
- Grease: Rise of the Pink Ladies (2023)

#### Animation
- Kamp Koral : Bob la petite éponge (depuis 2020)
- Star Trek: Lower Decks (depuis 2020)

#### Jeunesse
- Kamp Koral SpongeBob's Under Years (depuis 2021)
- Mes parrains sont magiques : Encore + magiques (2022)

#### Films
- Simetierre (1989)
- Simetierre 2 (1991)
- Simetierre / Cimetière Vivant (2019)
- Teen Wolf: The Movie (2023)
- Finestkind

### Émissions et télé-réalités
- Big Brother: Over the Top (2016)
- After Trek (2017-2018)
- The Ready Room (depuis 2019)
- The Thomas John Experience (depuis 2020)
- That Animal Rescue Show (depuis 2020)
- Texas 6 (depuis 2020)
- 60 Minutes+ (depuis 2021)
- The Real World Homecoming: New York (depuis 2021)
- The Challenge: All Stars (2021)
- Frenchie Shore (2023)

## International
En dehors des États-Unis, CBS All Access est actuellement disponible en Australie sous le nom de 10 All Access et au Canada. En raison des droits de programme et des offres de contenu existantes, plusieurs programmes ne sont pas disponibles sur les versions locales ou ont retardé la disponibilité des nouveaux épisodes.
En août 2020, ViacomCBS annonce son intention de lancer un service de streaming international étendu utilisant l'architecture technique CBS All Access, sous le nouveau nom Paramount+ pour le début de 2021 ; la dénomination Paramount+ doit également être appliquée au remplacement américain du service CBS All Access. Le service doit comprendre une programmation originale de CBS All Access ainsi que Showtime, ainsi qu'une programmation supplémentaire, y compris des films de Paramount Pictures , pouvant varier selon le pays. Le service doit initialement être lancé en Australie, en remplacement de 10 All Access puis relancé dans les pays nordiques et latino-américains où un service du même nom existe déjà, avec des marchés supplémentaires à suivre. En Australie, alors que le service relancé fait la première de tous les nouveaux programmes originaux de Showtime, les séries diffusées doivent rester sur Stan, jusqu'à leurarrêt, dans le cadre de l'accord encore en cours.
ViacomCBS indique que la version canadienne de CBS All Access doit également être renommée en 2021 mais ne précise pas si elle doit faire partie de Paramount+.

## Calendrier de lancement
| Dates             | Pays | Note                                           |
| ----------------- | --- | ---------------------------------------------- |
| 4 mars 2021       | États-Unis | Le service a d'abord été lancé le 4 mars 2021. |
| 4 avril 2021      | Canada |                                                |
| 4 avril 2021      | Argentine Bolivie Brésil Chili Colombie Costa Rica République dominicaine Équateur Guatemala Honduras Mexique Nicaragua Panama Paraguay Pérou Salvador Uruguay Venezuela |                                                |
| 11 août 2021      | Australie Nouvelle-Zélande |                                                |
| 22 juin 2022      | Royaume-Uni Irlande | Le service a été lancé en Europe               |
| 15 septembre 2022 | Italie |                                                |
| 1er décembre 2022 | France Suisse romande |                                                |
| 8 décembre 2022   | Allemagne Suisse alémanique Autriche |                                                |
| 2023              | Japon Pologne Espagne |                                                |

## Programmes rediffusés
En plus des programmes originaux, le service propose également des productions issues des catalogues des filiales de CBS Corporation, dont certaines en exclusivités.
Il propose également les programmes de la chaîne CBS, à l'exception de ceux produits par des studios concurrents (par exemple The Big Bang Theory par Warner Bros. Television) qui sont disponibles uniquement le temps de leurs diffusions sur la chaîne puis retirés du service une fois terminés.